# グアテマラ県
グアテマラ県 (Departamento de Guatemala) は、グアテマラ共和国南部に位置する県 (Departamento) である。県都はグアテマラシティ。総面積は2,126平方キロメートルに及ぶ。

## 隣接する県
北はバハ・ベラパス県、北東はエル・プログレソ県、東はハラパ県、南東はサンタ・ローサ県、南西はエスクイントラ県、西はサカテペケス県とチマルテナンゴ県、北西はキチェ県と境を接している。

## 基礎自治体 (municipio)
グアテマラ県には17の基礎自治体がある。日本の外務省では通常これら基礎自治体を「市」と呼び表している。
1. グアテマラ
2. サンタ・カタリーナ・ピヌーラ
3. サン・ホセ・ピヌーラ
4. サン・ホセ・デル・ゴルフォ
5. パレンシア
6. チナウトラ
7. サン・ペドロ・ アヤンプク
8. ミシュコ
9. サン・ペドロ・サカテペケス
10. サン・ファン・サカテペケス
11. サン・ライムンド
12. チュアランチョ
13. フライハーネス
14. アマティトラン
15. ビジャ・ヌエバ
16. ビジャ・カナーレス
17. サン・ミゲル・ペターパ